# Brevilliers
Brevilliers – miejscowość i gmina we Francji, w regionie Burgundia-Franche-Comté, w departamencie Górna Saona.
Według danych na rok 1990 gminę zamieszkiwało 581 osób, a gęstość zaludnienia wynosiła 90 osób/km² (wśród 1786 gmin Franche-Comté Brevilliers plasuje się na 274. miejscu pod względem liczby ludności, natomiast pod względem powierzchni na miejscu 685.).